# Vibrante alveolare sorda
La vibrante alveolare sorda è una consonante, rappresentata con il simbolo /r̥/ nell'alfabeto fonetico internazionale (IPA).

## Caratteristiche
La consonante /r̥/ presenta le seguenti caratteristiche:
- il suo modo di articolazione è vibrante;
- il suo luogo di articolazione è alveolare;
- è una consonante sorda;
- è una consonante centrale;
- è una consonante polmonare.

## Pronuncia
Il suono /r̥/ è la variante sorda della /r/, corrisponde cioè alla pronuncia di una r italiana senza emissione di suono da parte delle corde vocali.